# Gerardo Alcoba
Gerardo Alcoba Rebollo (Paso de los Toros, Tacuarembó, 25 de noviembre de 1984) es un exfutbolista uruguayo. Jugaba como defensa central y se retiró en el Montevideo Wanderers Fútbol Club de la Primera División de Uruguay.

## Trayectoria

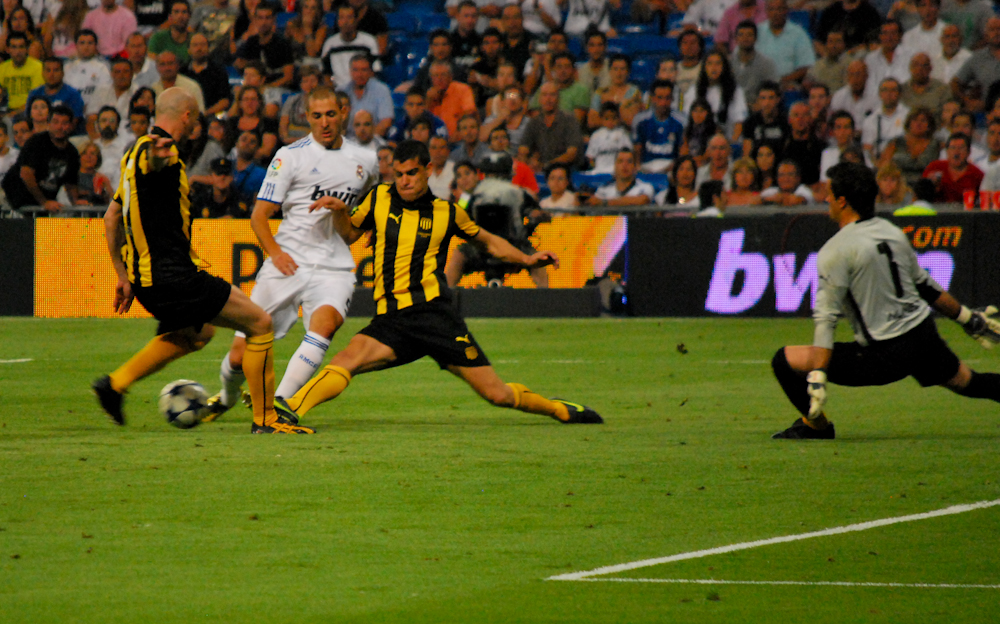
Alcoba quitándole una pelota a Karim Benzema en un amistoso frente al Real Madrid con Peñarol.

Comenzó jugando para las fuerzas básicas del Club Atlético Ituzaingó (Uruguay) de Punta del Este. Tras haber ascendido al primer equipo, anotó su primer gol en la Liga Mayor de Fútbol de Maldonado en el 2002. Al siguiente año llegó al equipo de la cuarta división de Montevideo Wanderers Fútbol Club y de cara al inicio del Campeonato Uruguayo de Primera División 2004 fue inscrito como parte del primer equipo. Debutó ese mismo año y disputó ocho partidos en su primera temporada. A partir del siguiente torneo se hizo con la titularidad y el 24 de septiembre de 2005 anotó su primer gol como profesional en la victoria de 3-2 contra Club Sportivo Cerrito. Antes de iniciar la temporada 2007-08, se negociaba el traspaso de Alcoba al Club Atlético Peñarol, pero un caso de dopaje detuvo las negociaciones.
Para el Clausura 2008 Alcoba logró su fichaje con Peñarol y en su primer torneo logró, pero el campeonato de la temporada lo ganó Defensor Sporting Club.
En el 2012 es cedido a préstamo al Colón, lugar en el que, con buenos rendimientos, se ganó la confianza de su entrenador Roberto Sensini. Consiguió marcar dos goles en el Torneo Clausura 2012 del fútbol argentino frente a Estudiantes de la Plata y Belgrano de Córdoba. El 5 de junio de 2014 fue transferido a Liga de Quito.
En diciembre de 2014 se va de Liga de Quito a préstamo por un año a los Pumas de la UNAM. Formó parte del subcampeonato del Apertura 2015, anotó el gol que mando la serie a penales, donde Tigres de la UANL se coronó campeón dramáticamente. Después emigró al Club Santos Laguna. En este equipo formó parte del equipo campeón del Clausura 2018, fue titular en la liguilla con la lesión de Néstor Araújo. El siguiente torneo fue sustituto de Matheus Dória.
En enero de 2019 fichó por C. A. Tigre después de rechazar jugar en Club Puebla. Con Tigre, Gerardo sería parte del histórico plantel que lograría la Copa de la Superliga 2019, el primer título nacional de primera división en la historia de Tigre, habiendo descendido esa misma temporada a Segunda categoría en la Liga.

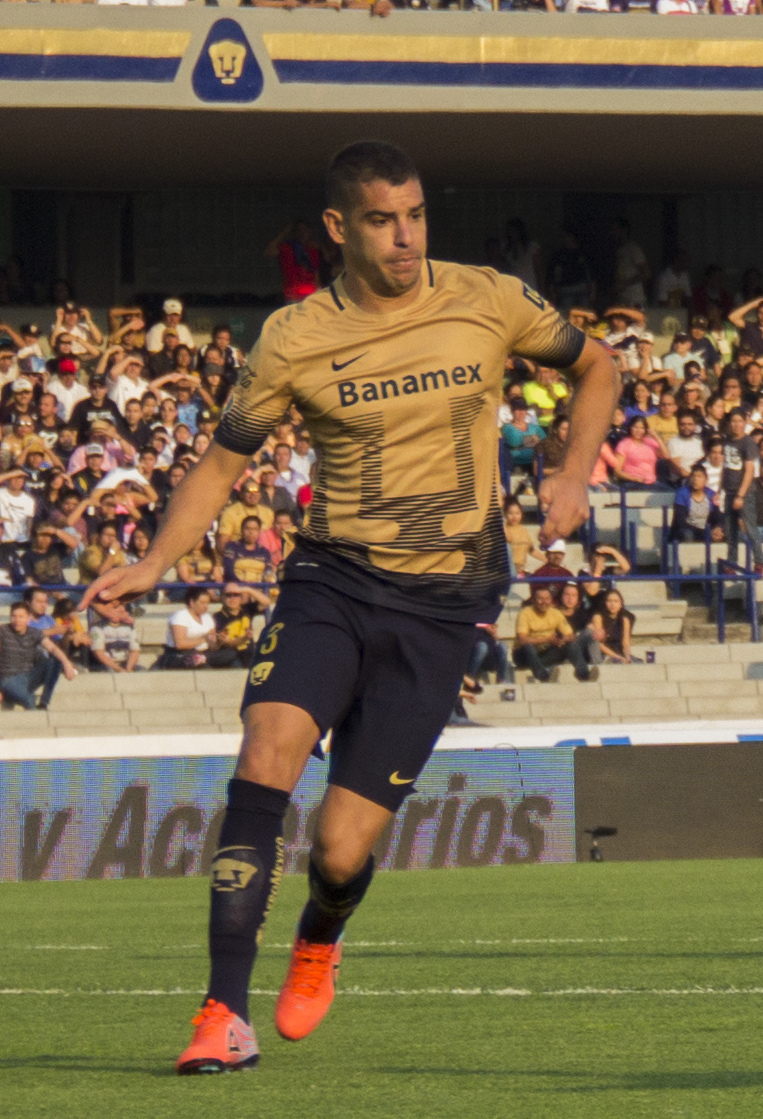
Alcoba disputando un partido con Pumas.

## Selección nacional
Ha sido internacional con la selección uruguaya en dos ocasiones. Su debut se produjo en el triunfo de Uruguay frente a Turquía por 3 a 2, el día 25 de mayo de 2008. Gerardo Alcoba participó en dos partidos amistosos con Uruguay y ambos terminaron en victoria uruguaya. Fue titular en el primer partido e ingresó por Bruno Silva en el segundo.

### Detalles de sus participaciones
|   | Rival   | Res. | Fecha    | Lugar            | Motivo   | Entrenador               | Equipo  | Observaciones                     |
| - | ------- | ---- | -------- | ---------------- | -------- | ------------------------ | ------- | --------------------------------- |
| 1 | Turquía | 3-2  | 25/05/08 | Bochum, Alemania | Amistoso | Óscar Washington Tabárez | Peñarol |                                   |
| 2 | Japón   | 3-1  | 20/08/08 | Sapporo, Japón   | Amistoso | Óscar Washington Tabárez | Peñarol | Ingresó a los 88' por Bruno Silva |

## Estadísticas
Actualizado al último partido jugado el 20 de mayo de 2018.

### Clubes
| M. Wanderers · Uruguay |               |               |     |    |    |    |    |    |     |    |
| 1.ª | 2004          | 8             | 0   | -  | -  | -  | -  | 8  | 0   |    |
| 1.ª | 2005          | 12            | 0   | -  | -  | -  | -  | 12 | 0   |    |
| 1.ª | 2005-06       | 26            | 4   | -  | -  | -  | -  | 26 | 4   |    |
| 1.ª | 2006-07       | 27            | 2   | -  | -  | -  | -  | 27 | 2   |    |
| Total club | Total club    | 73            | 6   | 0  | 0  | 0  | 0  | 73 | 6   |    |
| C. A. Peñarol · Uruguay |               |               |     |    |    |    |    |    |     |    |
| 1.ª | 2007-08       | 11            | 3   | -  | -  | -  | -  | 11 | 3   |    |
| 1.ª | 2008-09       | 27            | 1   | -  | -  | 2  | 0  | 29 | 1   |    |
| 1.ª | 2009-10       | 22            | 4   | -  | -  | -  | -  | 22 | 4   |    |
| 1.ª | 2010-11       | 14            | 1   | -  | -  | 4  | 0  | 18 | 1   |    |
| 1.ª | 2011          | 1             | 0   | -  | -  | -  | -  | 1  | 0   |    |
| Total club | Total club    | 75            | 9   | 0  | 0  | 6  | 0  | 81 | 9   |    |
| C. A. Colón Argentina |               |               |     |    |    |    |    |    |     |    |
| 1.ª |               |               |     |    |    |    |    |    |     |    |
| 2012 | 14            | 2             | 1   | 0  | -  | -  | 15 | 2  |     |    |
| 2012-13 | 22            | 1             | -   | -  | 3  | 0  | 25 | 1  |     |    |
| 2013-14 | 27            | 0             | -   | -  | -  | -  | 27 | 0  |     |    |
| Total club | Total club    | 63            | 3   | 1  | 0  | 3  | 0  | 67 | 3   |    |
| Liga de Quito · Ecuador |               |               |     |    |    |    |    |    |     |    |
| 1.ª | 2014          | 19            | 2   | -  | -  | -  | -  | 19 | 2   |    |
| Total club | Total club    | 19            | 2   | 0  | 0  | 0  | 0  | 19 | 2   |    |
| Pumas UNAM · México |               |               |     |    |    |    |    |    |     |    |
| 1.ª | 2015          | 15            | 3   | 3  | 0  | -  | -  | 18 | 3   |    |
| 1.ª | 2015-16       | 36            | 3   | -  | -  | 8  | 3  | 44 | 6   |    |
| 1.ª | 2016-17       | 23            | 0   | -  | -  | 2  | 0  | 25 | 0   |    |
| 1.ª | 2017          | 12            | 1   | -  | -  | -  | -  | 12 | 1   |    |
| Total club | Total club    | 86            | 7   | 3  | 0  | 10 | 3  | 99 | 10  |    |
| C. Santos Laguna · México |               |               |     |    |    |    |    |    |     |    |
| 1.ª | 2018          | 17            | 0   | 7  | 1  | -  | -  | 24 | 1   |    |
| 1.ª | 2018-19       | 4             | 0   | 4  | 0  | -  | -  | 8  | 0   |    |
| Total club | Total club    | 21            | 0   | 11 | 1  | 0  | 0  | 32 | 1   |    |
| C. A. Tigre Argentina |               |               |     |    |    |    |    |    |     |    |
| 1.ª |               |               |     |    |    |    |    |    |     |    |
| 2018-19 | 10            | 0             | -   | -  | -  | -  | 10 | 0  |     |    |
| Total club | Total club    | 10            | 0   | -  | -  | -  | -  | 10 | 0   |    |
| Total carrera | Total carrera | Total carrera | 347 | 27 | 15 | 1  | 19 | 3  | 381 | 31 |
| (1)Incluye datos de la Copa Argentina, Copa México y Campeón de Campeones (2017-18) (2)Incluye datos de la Copa Libertadores de América (2009, 2016), Copa Sudamericana (2010. 2012) y Liga de Campeones de la Concacaf (2016-17) |               |               |     |    |    |    |    |    |     |    |

## Palmarés

### Campeonatos nacionales
| Título               | Club          | País      | Año     |
| -------------------- | ------------- | --------- | ------- |
| Torneo Clausura      | Peñarol       | Uruguay   | 2008    |
| Torneo Clausura      | Peñarol       | Uruguay   | 2010    |
| Campeonato Uruguayo  | Peñarol       | Uruguay   | 2009-10 |
| Torneo Clausura      | Santos Laguna | México    | 2018    |
| Copa de la Superliga | Tigre         | Argentina | 2019    |

### Distinciones individuales
| Distinción                             | Año  |
| -------------------------------------- | ---- |
| Once Ideal de la Liga MX Apertura 2015 | 2015 |
| Mejor defensa de la Liga MX 2015-2016  | 2016 |